# Metropolitan Transportation Authority
Pour les articles homonymes, voir MTA.
La Metropolitan Transportation Authority (connue sous l'acronyme MTA; en français: Autorité de Transport Métropolitain) est une entreprise publique, chargée de la gestion des transports publics dans la ville de New York et son agglomération. Elle dessert douze comtés du sud de l'État de New York, ainsi que deux comtés dans l'État voisin du Connecticut. Elle constitue le plus grand réseau de transport en commun d'Amérique du Nord et dessert une population de plus de 15 millions de personnes.
En 2012, la fréquentation a dépassé les 2,6 milliards de voyages, et la fréquentation quotidienne en semaine dépasse les 8,5 millions d'usagers. À ce jour, la MTA gère une flotte de 5 700 bus, 8 778 wagons et rames de métro et 736 gares. Le budget d'exploitation de l'année 2013 s'élève à 13,2 milliards de dollars et la compagnie emploie quelque 65 000 personnes. En mars 2021, l’effectif est de 67 000 personnes.

## Aperçu des réseaux de la MTA
La MTA exploite six réseaux distincts au travers de ses sous-agences :
- La MTA New York City Transit (NYCTA), est chargé de la gestion du réseau du métro de New York, ainsi que des lignes de bus du New York City Bus ;
- Le MTA Bus, réseau de bus secondaire né de la consolidation de sept anciennes compagnies ;
- Le MTA Long Island Railroad (LIRR), gère les trains de banlieue à destination des banlieues Est (comtés de Nassau et Suffolk), sur l'île de Long Island ;
- Le MTA Metro-North Railroad (MNR), gère les trains de banlieue à destination des banlieues Nord (comtés de Westchester, Rockland, Putnam, Orange, Dutchess et de l'extrémité sud-ouest de l'État du Connecticut) ;
- Le MTA Staten Island Railway (SIR), gère une ligne de métro (indépendante du réseau du métro de New York) qui traverse l'arrondissement de Staten Island du nord au sud ;
- Le MTA Bridges and Tunnels (MTA B&T) est chargé de la gestion et de l'entretien de sept ponts et de deux tunnels. La majorité des autres ponts et tunnels situés dans New York sont gérés par la ville de New York, par le biais du New York City Department of Transportation (DOT).

## Histoire
Établie par la législature de l'État de New York, sous le nom de  Metropolitan Commuter Transportation Authority (MCTA) en 1965, l'agence fut initialement créée pour racheter et opérer le Long Island Railroad qui était en faillite. En 1968, le terme de « commuter » fut abandonné et le MCTA prit le nom de Metropolitan Transportation Authority au moment où elle acquit la New York City Transit Authority et le Triborough Bridge and Tunnel Authority, devenue le MTA Bridges and Tunnels.
En 1970, au moment où la Penn Central Transportation Company se déclara en faillite, la MTA signa un contrat visant à subventionner une partie de ses lignes tout en lui laissant le soin de les opérer. La MTA prit ainsi le contrôle de plusieurs lignes de trains de banlieue en crédit-bail. L'État du Connecticut apporta également des financements dans le cadre d'une entente d'exploitation avec la MTA pour continuer le service en direction de New Haven, New Canaan, Danbury, et Waterbury. Face au mouvement de faillite qui eut lieu dans le secteur ferroviaire dans les années 1970, le gouvernement décida de consolider plusieurs réseaux dans une nouvelle entité, le Conrail. La nouvelle entité étant financée par des fonds fédéraux, le gouvernement souhaita se concentrer sur des lignes fret, et chercha à se débarrasser des trains de banlieue en vendant les actifs à des agences qui les subventionneraient et les exploiteraient. Dans ce contexte, la MTA prit le contrôle conjoint d'une nouvelle entité, le Metro-North Railroad avec le Connecticut Department of Transportation en 1983. Plusieurs autres agences étatiques telle que le New Jersey Transit, la SEPTA firent de même dans les États voisins.

## Budget et difficultés financières

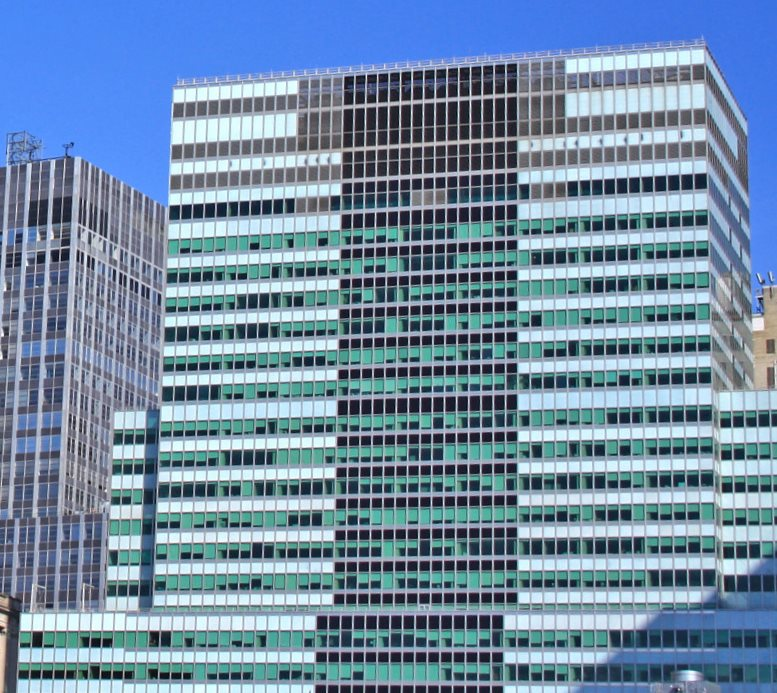
Le siège social de la MTA à Manhattan.

Le budget de la MTA constitue un sujet d'inquiétude pour l'agence en tant que telle mais également pour la ville de New York, les résidents de l'État ainsi que le gouvernement local. Sur la base des chiffres 2012, l'endettement de la MTA était de l'ordre de 31 milliards de dollars. Au niveau opérationnel, et au prix d'une restructuration, la situation semble cependant s'améliorer. Ainsi, alors que le déficit opérationnel s'est élevé à 860 millions de dollars en 2011, et à 337 millions de dollars en 2012, le budget 2013 prévoit un excédent d'environ 280 millions de dollars.

### Causes
Le budget de la MTA est structurellement déficitaire. La hausse des dépenses au cours de la période 2000-2004, couplée à la récession économique a ainsi conduit à une augmentation significative de la charge de dette. Les problèmes budgétaires rencontrés par l'agence ont donc des causes multiples. En premier lieu, la MTA ne peut pas fonctionner sur la seule base des revenus des titres de transport. À titre d'illustration, les revenus des titres de transport ne représentent que 41 % des recettes attendues dans le budget 2013. Par conséquent, la MTA est dépendante de financements externes pour fonctionner, et notamment de recettes fiscales. Cependant, ces rentrées d'argent liées aux taxes, et notamment aux taxes sur l'immobilier ont été fortement frappées par la crise. En 2010, les recettes fiscales attendues ont ainsi été 20 % en dessous des prévisions budgétaires. En outre, la volonté de la ville de New York et du gouvernement fédéral de réduire leurs subventions s'est également traduite par un recours accru au financement obligataire, ce qui a contribué à faire exploser l'endettement.

### Conséquences
Les difficultés budgétaires ont eu des répercussions importantes à l'échelle de la ville de New York. Les prix des billets de métro ont ainsi augmenté quatre fois depuis 2008, la plus récente hausse datant du 3 mars 2013. Le prix unitaire du voyage est ainsi passé de 2,25 $ à 2,50 $ pour s'établir à 2,75 $ fin 2014, les prix des services express de 5,50 $ à 6,00 $ et l'abonnement mensuel MetroCard de 104 $ à 112 $. La hausse des tarifs a été accueillie avec hostilité par les usagers qui commencent à trouver les tarifs appliqués prohibitifs. La MTA a également lancé un programme de réduction des dépenses en diminuant les services au niveau de plusieurs filiales. Cela s'est notamment traduit par une saturation de certaines lignes au-delà des heures de pointe habituelles, tout en suscitant de la frustration pour de nombreux usagers du train et du métro.
Les employés de la MTA ont également pâti des contraintes budgétaires. Au mois de juillet 2010, on dénombrait plus de 1 000 licenciements depuis l'éclatement de la crise, concernant pour la plupart des salariés peu qualifiés dont les salaires ne dépassaient pas 55 000 dollars annuels.